# Леонор Оярзун
Леонор Оярзун Іванович (10 березня 1919 — 20 січня 2022) — перша леді Чилі, колишня міністерка освіти, вдова колишнього президента Патрісіо Айлвіна. У березні 2019 року їй виповнилося 100 років.
Народилася в 1919 році в Темуко, донька Мануеля Оярзуна Лорки та Ани Іванович Роккатальяти. 
29 вересня 1948 року одружилася з Ейлвіном. Народила п'ятеро дітей: Ізабель, Мігель, Хосе Антоніо, Хуан Франциско та Маріана. Її сестра Мерседес була одружена з політиком Уго Трівеллі; у них є син Марсело Трівеллі Оярзун. Леонор Оярзун також має 14 онуків (серед них акторка теленовели Пас Баскуньян).
Маріана була міністеркою освіти уряду Рікардо Лагоса.
Будучи Першою леді, в 1990 році Оярзун перетворила Національний фонд допомоги громаді (FUNACO) на Інтегру, яка допомагає дітям, які перебувають у крайній бідності. Наступного року відбулося урочисте відкриття Програми сприяння жінкам (PRODEMU).